# Gaya (India)
Gaya (en hindi: गया ) es una ciudad de la India, centro administrativo del distrito de Gaya, en el estado de Bihar.

## Geografía
Se encuentra a una altitud de 121 m s. n. m. a 102 km de la capital estatal, Patna, en la zona horaria UTC +5:30.

## Demografía
Según estimación 2011 contaba con una población de 481 183 habitantes.